# André van der Louw

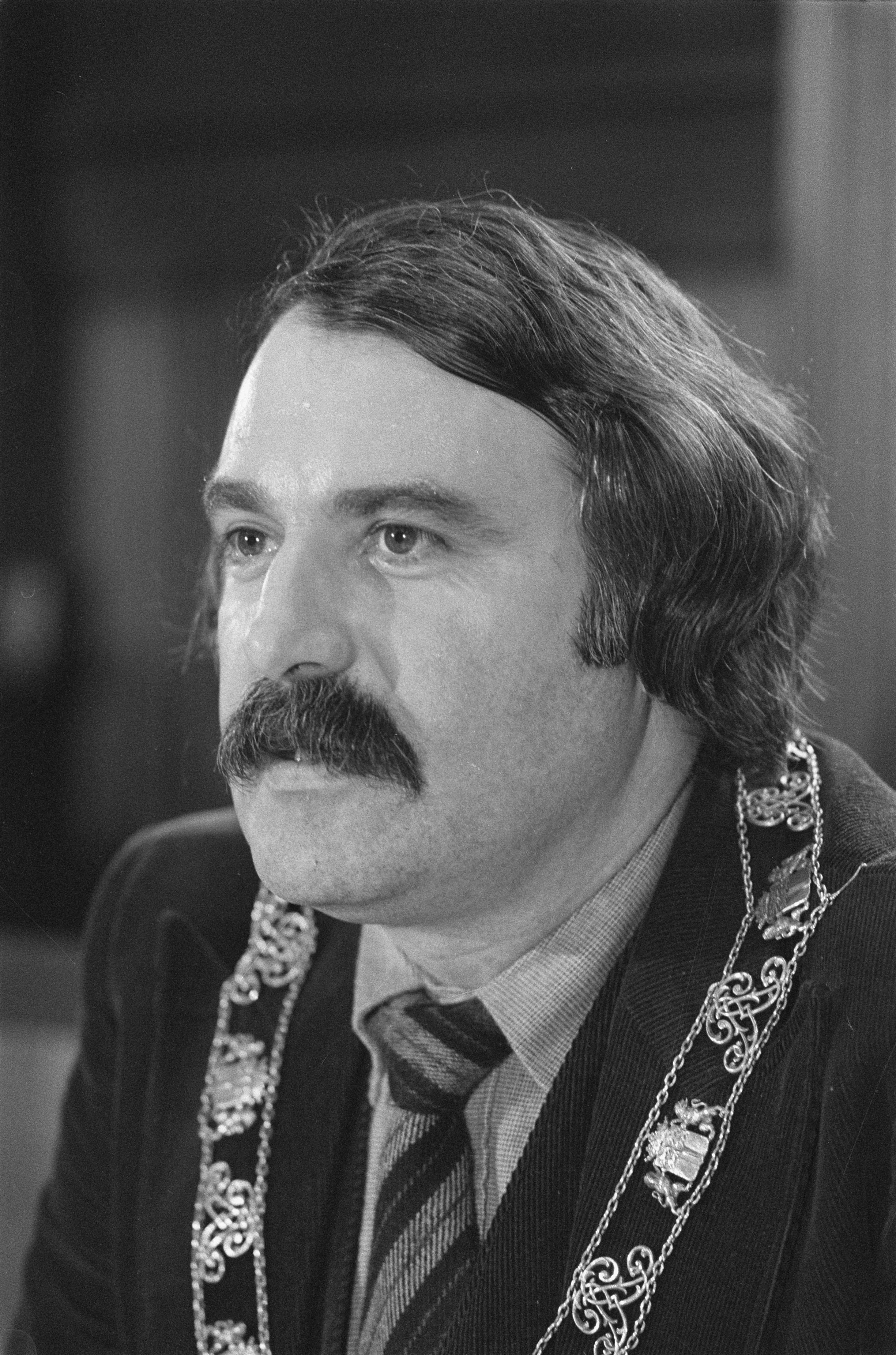
André van der Louw, 1979

Arie Andries (André) van der Louw (* 9. August 1933 in Den Haag; † 20. Oktober 2005 in Scheveningen) war ein niederländischer Politiker der Partij van de Arbeid (PvdA), Fußballfunktionär und Vorsitzender der Nederlandse Omroep Stichting.
Als Politiker war er von 1971 bis 1974 Parteivorsitzender, von 1974 bis 1981 Bürgermeister von Rotterdam und von 1981 bis 1982 Minister im Kabinett Van Agt II. Er ist auch Mitglied der Zweiten Kammer des niederländischen Parlaments gewesen.